# تريستان بلاكوود
تريستان بلاكوود (بالإنجليزية: Tristan Blackwood)‏ مواليد 14 يناير 1985 في تورونتو، هو لاعب كرة سلة كندي. بدأ مسيرته الاحترافية في سنة 2008. يبلغ طوله 6 قدم 0 بوصة (1.8 م).

## المسيرة الاحترافية
لعب مع نادي دين بوش لكرة السلة في سنة 2010، ثم لعب مع فينيكس هاغن في الدوري الألماني في موسم 2011–2012، ثم لعب مع يو إس سي هايدلبرغ في موسم 2012–2013.

## روابط خارجية
- تريستان بلاكوود على موقع الاتحاد الدولي لكرة السلة (الإنجليزية)
- تريستان بلاكوود على موقع كرة السلة الأوروبية.كوم (الإنجليزية)
- تريستان بلاكوود على موقع كلية كرة السلة في سبورتس رفرنس.كوم (الإنجليزية)
- تريستان بلاكوود على موقع ريلجم (الإنجليزية)
- تريستان بلاكوود على موقع بروبوليرز (الإنجليزية)